# Universitätsklinikum des Saarlandes
Das Universitätsklinikum des Saarlandes (UKS) ist das Klinikum der Universität des Saarlandes in Homburg.
Es ist auf einem Campus südlich des Stadtzentrums konzentriert, mehr als 100 Klinikgebäude liegen verstreut in einem über 200 Hektar großen Waldgebiet. Im Zuge des 2009 begonnenen Projektes „UKS Projekt Zukunft“ werden zahlreiche Neubauten errichtet und die Kliniken für Innere Medizin in einem großen Gebäudekomplex zusammengefasst. Angegliedert sind die medizinische Fakultät der Universität des Saarlandes mit circa 2000 Medizinstudenten und ein Schulzentrum mit elf Schulen für Gesundheitsfachberufe.

## Geschichte

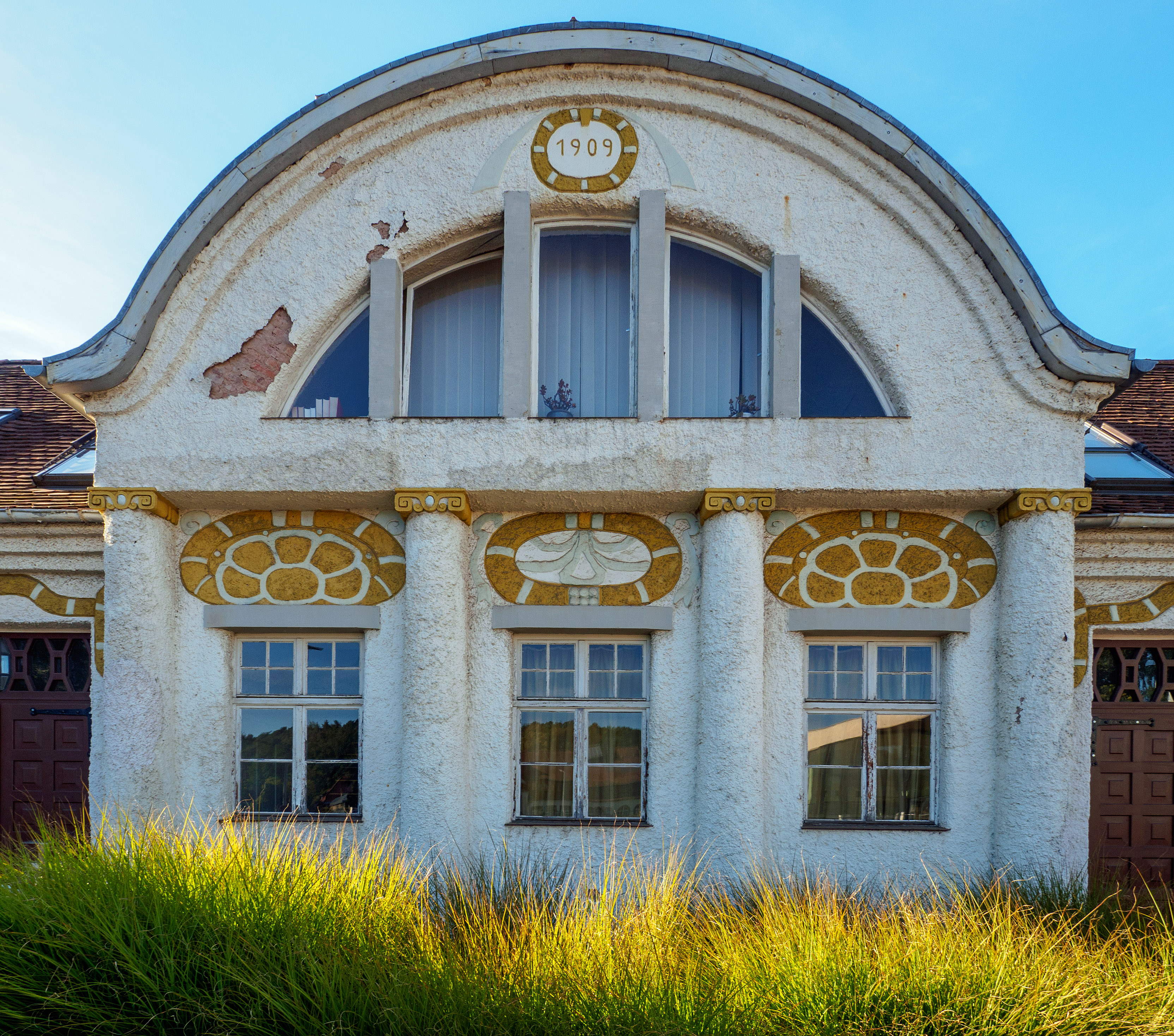
Bibliotheksgebäude von Heinrich Ullmann

Am 1. Juni 1909 fand die Eröffnung der dritten Pfälzischen Heil- und Pflegeanstalt in Homburg statt. In der Eröffnungsrede wurde betont, dass diese Anstalt „ein Denkmal für Pflege und Fürsorge“ für geisteskranke und schwerbehinderte Menschen sein sollte. Teile des ältesten Gebäudekomplexes, der noch steht, wurden 1904 bis 1910 durch den Architekten Heinrich Ullmann in reinstem Jugendstil geplant und erbaut. So existieren heute noch beispielsweise die Bibliothek und die Klinikkirche, die unter Denkmalschutz stehen. 1922 wurde die Anstalt in das Landeskrankenhaus für das neu gebildete Saargebiet umgewandelt. Der Zweite Weltkrieg verschonte die Gebäude im Wald weitestgehend. Im Jahre 1947 war die Gründung der Universität des Saarlandes auf dem Gelände des ehemaligen Landeskrankenhauses Homburg, Partneruniversität in der Gründungsphase war Nancy, der Gründungsdekan Hans Lullies.
Im April 1948 wurde der Umzug der nichtmedizinischen Fächer nach Saarbrücken beschlossen. 2005 fand die Eröffnung des José-Carreras-Zentrums für Immun- und Gentherapie statt, 2006 die Eröffnung Ambulantes Onkologiezentrum (AOZ) für Chemotherapien bei Krebserkrankungen.
Ab 2009 wurden die nach wie vor verstreut im Gelände liegenden Gebäude im Zuge des Projektes „UKS Projekt Zukunft“ neu strukturiert und für rund 200 Mio. Euro umgebaut. 2015 wurde der erste Teil des Neubaus der Inneren Medizin (IMED) fertiggestellt. Im Dezember 2018 wurde der zweite Teil beendet und von den Abteilungen bezogen, sodass sich nun die internistischen und chirurgischen Kliniken mit der zentralen Notaufnahme und der Radiologie in einem zusammenhängenden Gebäudekomplex befinden.
Die Institute für Physiologie und Biophysik konnten 2015 in das neu errichtete CIPMM (Centrum für Integrative Physiologie und Molekulare Medizin) umziehen. Ein neu errichtetes Forschungsgebäude dient der Vernetzung und gemeinsamen Nutzung verschiedener Gerätschaften für Arbeitsgruppen aus allen Fachbereichen. Die Bauzeit betrug drei Jahre, die Kosten von 36 Millionen Euro trugen der Bund (16 Millionen) und das Land (20 Millionen). Es wird auch ein neues Gebäude für die Institute für Rechtsmedizin und Pathologie errichtet, dessen Bau 2019 abgeschlossen wurde. In den Kliniken für Augenheilkunde, Dermatologie sowie Kinder- und Jugendpsychiatrie werden aufwendige Umbaumaßnahmen durchgeführt. Ein neues zentrales Hörsaal- und Bibliotheksgebäude ist seit 2016 im Bau.
Anfang 2020 wurde der Spatenstich für das neue PZMS gesetzt. Es soll wie das CIPMM ein zentrales Gebäude für die Biochemie und Pharmakologie darstellen.

## Krankenbehandlung

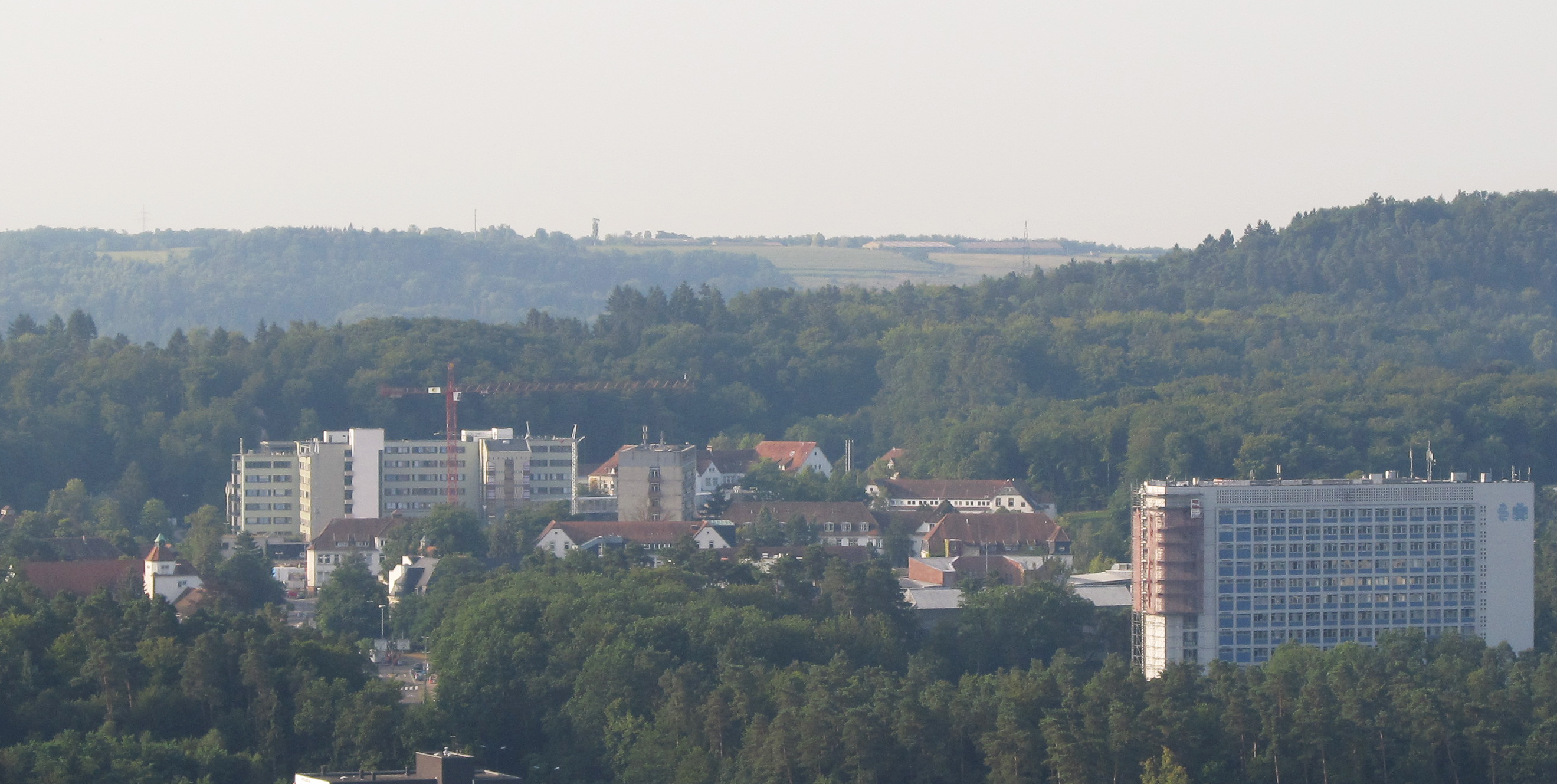
Blick vom Schlossberg auf das Klinikum

Das Klinikum ist das größte Krankenhaus des Saarlandes. In den verschiedenen Fachkliniken und Instituten werden jährlich etwa 54.000 Patienten stationär und 213.000 ambulant behandelt. Als größtes Krankenhaus der Region übernimmt das Universitätsklinikum mit seinen spezialisierten Hochschulambulanzen zahlreiche Aufgaben jenseits der klassischen Maximalversorgung.
Mit zehn Intensivstationen und insgesamt 203 Intensivbetten ist das UKS das wichtigste Krankenhaus für die Versorgung kritisch kranker Patienten im Saarland. Die neonatologische Intensivstation ist ein Perinatalzentrum ersten Levels für die Versorgung Neugeborener mit höchstem Risiko.
Die im Jahr 2016 neu eröffnete Knochenmarkstransplantationsstation zählt zu den modernsten Deutschlands. Angeschlossen ist das Zentrum für Knochenmark- und Stammzelltransplantationen, das die hämatologisch-onkologische Versorgung der Region sicherstellt. Das Klinikum ist ein Zentrum für Nieren-, Lungen- und Lebertransplantationen.
Die Klinik für Unfallchirurgie leitet das Traumanetzwerk Saar-Lor-Lux-Westpfalz.
In Homburg ist der erste „Schlaganfallnotarzt“ Deutschlands stationiert.

## Forschung
Die Medizinische Fakultät bündelt ihre Forschungsaktivitäten auf fünf verschiedene Forschungsschwerpunkte:
- Inter- und Intrazelluläre Signalverarbeitung
- Molekulare Therapiestrategien
- Mechanismen und Auswirkungen rekombinanter Vorgänge
- Entwicklung und Regression des zentralen Nervensystems
- Biokompatible und nanostrukturierte Materialien

Es existieren 250 Forschungskooperationen weltweit. Bisher entwickelt wurden insbesondere neue Behandlungsmethoden zu: Hepatitis C, Herzinsuffizienz, Krebs und Alzheimer-Erkrankung.
Wichtige Forschungsbereiche sind:
- Sonderforschungsbereich 152 (seit 2014): Steuerung der Körperhomöostase durch TRP-Kanal-Module
- Sonderforschungsbereich 1027 (seit 2013): Physikalische Modellierung von Nichtgleichgewichtsprozessen in biologischen Systemen[18]
- Sonderforschungsbereich 894 (seit 2011): Ca2+-Signale: Molekulare Mechanismen und integrative Funktionen[19]
- der Klinischen Forschergruppe KFO 129: Mechanismen der Resistenzentwicklung und Optimierung antiviraler Strategie bei Hepatitis C-Virusinfektion unter Einbeziehung integrativer Modelle der Biomathematik und Bioinformatik

Forschungserfolge
- 1968: Weltweit erstes C-Bogen-Stativ für die Koronarangiographie
- 1990: Weltweit erste erfolgreiche Versorgung einer einseitigen Taubheit mit einem knochenverankerten Knochenleitungshörgerät (BAHA)
- 1993: Erste Identifizierung bisher nicht bekannter menschlicher Tumorantigene mit der neu entwickelten SEREX-Methode
- 2001: Weltweit erste beidseitige Implantation von knochenverankerten Taschenhörgeräten (CORDELLE)
- 2003: Weltweit erstmaliger Einsatz eines medikamentenbeschichteten Ballonkatheters (Wirkstoff: Paclitaxel) um Wiederverengungen von Herzkranzgefäßen zu vermeiden.
- 2004: Weltweit erste Kupfertherapiestudie gegen Alzheimer
- 2006: Weltweit neues Verfahren zur Diagnostik von Hirntumoren (Gliomen) unter Einsatz von Jod-123-Phenylalanin

## Lehre und Ausbildung
Die Medizinische Fakultät der Universität des Saarlandes bietet die Studiengänge Humanmedizin, Zahnmedizin und Ernährungsmedizin und Diätetik (B.Sc.) an. Weiterhin trägt die Medizinische Fakultät gemeinsam mit der Naturwissenschaftlich-Technischen Fakultät III der Universität des Saarlandes den Studiengang Biologie mit Schwerpunkt Human- und Molekularbiologie.
An der Medizinischen Fakultät der Universität des Saarlandes studieren 2.076 Medizinstudenten (Stand: Wintersemester 2013/2014). Die Zahl der jährlichen Abschlüsse beträgt im Studiengang Medizin im Mittel 270 und in der Zahnmedizin 25. Der Beginn des Studiums ist ausschließlich zum Wintersemester möglich.
Zum Universitätsklinikum gehören 11 Fachschulen mit insgesamt 665 Ausbildungs- und 142 Weiterbildungsplätzen: Angeboten werden Ausbildungen zum Krankenpfleger, Kinderkrankenpfleger, Hebamme, Diätassistent, Orthoptist, OTA, MTLA, PTA, MTAF, MTRA, Physiotherapeut und Logopäde.

## Kliniken

Neubau der Inneren Medizin

Im Einzelnen gliedert sich das Universitätsklinikum in 30 Kliniken und sieben Institute:
- Klinik für Anästhesiologie, Intensivmedizin und Schmerztherapie[21]
- Klinik für Augenheilkunde
- Kliniken und Institute für Chirurgie
- Klinik für Frauenheilkunde, Geburtshilfe und Reproduktionsmedizin
- Klinik für Hals-, Nasen- und Ohrenheilkunde
- Klinik für Dermatologie, Venerologie und Allergologie
- Kliniken für Kinder- und Jugendmedizin
- Medizinische Kliniken
- Institute für Infektionsmedizin
- Kliniken und Institute für Neurologie und Psychiatrie
- Klinik für Neurochirurgie
- Klinik für Orthopädie und Orthopädische Chirurgie
- Institute für Pathologie
- Kliniken für Radiologie
- Klinik für Urologie und Kinderurologie
- Klinik für Zahn-, Mund- und Kieferheilkunde
- Institut für Medizinische Mikrobiologie und Hygiene
- Hämophiliezentrum

## Verwaltung
Die Verwaltung des Universitätsklinikums ist in folgende fünf Dezernate unterteilt:
- Dezernat I – Personal
- Dezernat II – Finanzen
- Dezernat III – Wirtschaft
- Dezernat IV – Technik
- Dezernat V – Recht und Verwaltung

Neben den genannten Dezernaten gibt es noch eigenständige Einrichtungen wie: das Zentrum für Informations- und Kommunikationstechnik, das Zentrum für Medizintechnik, die Arbeitssicherheit und Umweltschutz, den Strahlenschutz und Datenschutz, den betriebsärztlichen Dienst, Projektsteuerungsbüro und das Büro für Neubauprojekte.

## Missbrauchsvorwürfe
Im Sommer 2019 wurde bekannt, dass ein Mediziner, der als Assistenzarzt an der Kinder- und Jugendpsychiatrie des UKS tätig war, mehrere Kinder bei Untersuchungen missbraucht haben soll. Dem Mann, der im Jahr 2016 eines natürlichen Todes gestorben war, wurde vorgeworfen, medizinisch nicht notwendige Untersuchungen im Intimbereich als Routinemaßnahmen ausgegeben zu haben. Der Sachverhalt wurde der Öffentlichkeit erst infolge der Recherche des TV-Magazins Monitor bekannt, indem das Universitätsklinikum der Ausstrahlung des entsprechenden Berichtes durch eine Pressekonferenz zuvor kam. Insgesamt wurden 34 mögliche Vorfälle ermittelt, die sich auf den Zeitraum von 2010 bis 2014 erstreckten. Nach dem Tod des Verdächtigen im Jahre 2016 waren die Untersuchungen eingestellt worden. Nach dem Bekanntwerden des Sachverhalts im Zuge der Recherche der Redaktion des Magazins Monitor wurden im Jahr 2019 auch die Studienunterlagen des Verdächtigen durch eine sogenannte Task-Force gesichtet, um zu ermitteln, inwieweit mögliche Missbrauchsfälle in dessen Studienzeit von 2003 bis 2009 vorgefallen sein könnten. Die Untersuchung ergab keinerlei Hinweise auf Missbrauch im Rahmen der in dieser Zeit durchgeführten Studien und Beobachtungen, an denen der Mann als Student beteiligt gewesen war. Es wurden auch weitere mutmaßliche Missbrauchsfälle bekannt, so insbesondere an der HNO-Klinik im Jahr 2012, die jedoch nicht aufgeklärt wurden.
Im August 2019 setzte der Landtag des Saarlandes einen Untersuchungsausschuss ein, der die Aufgabe hatte, zu klären, wie es zu den mutmaßlichen Missbrauchsfällen ab 2003 insbesondere in der Spezialambulanz der Kinder- und Jugendpsychiatrie kommen konnte und wer dafür die politische Verantwortung zu tragen habe. Die Beweisaufnahme wurde im Juli 2021 abgeschlossen.

## Trivia
Das Klinikum hat als Großempfänger eine eigene Postleitzahl: 66421. Im Jahr 2015 erreichte das UKS deutschlandweit in der Focus-Klinikliste Platz 18.